# 涙日記
『涙日記』（なみだにっき）は、1988年6月27日から6月30日にTBS系列の『ドラマ23』枠で放送された日本のテレビドラマ。4話構成の帯ドラマミニシリーズ。バブル絶頂期の初期フリーター女の悲哀を描く。

## あらすじ
「フリーター」という言葉も生まれて間もないころ、まさにそんな生き様を送っている城之内清子（山田邦子）がいた。彼女はお人よしなので、田中めぐみ（芦川よしみ）からいいように利用されることもしばしばだ。フリーター女は、バイトして稼いだ金を坂上高次（織田裕二）に貢いでいた。そんな彼女たちの生活にひょんなことから割り込んでくるウザイ男が現れた。社会人野球を辞めて過去の栄光に縋り付く粕谷元（平田満）は、四文字熟語を復唱するのが癖だ。事態は思わぬ方向へ転がってゆく。

## スタッフ
- 脚本：一色伸幸
- 演出：脇田時三
- 挿入歌：松任谷由実『思い出に間にあいたくて』
- 制作：テレパック[1]